# 砂荖部落
砂荖部落位於花蓮縣光復鄉的西南方，是鄰近於太巴塱部落的一個阿美族部落，在地理位置上，背倚海岸山脈，面營花東縱谷平原，是保存阿美族舊時代生活痕跡較多的部落。該部落擁有台灣境內原住民部落中獨特的5口古井。

## 歷史
砂荖原本意思為「砂土」，原為一片久無人開墾的荒地，直到太巴塱部落因人口過剩向外拓展，於是砂荖部落就被建立了起來。部落內族人除了移居自太巴塱部落的族人外，也有自海岸山脈遷入的阿美族人。

## 特色景觀

### 古井
砂荖部落留有5口重要的古井，砂荖部落開發時期開鑿的，以便容易取得使用水。部落裡每年都會舉行祈水儀式，儀式當天部落內青年需凌晨四點起床集合，由頭目帶領在入口處第一口古井四周進行儀式。之後每個人需從井裡打撈一桶水，跑到下一口古井處，將前一口井的水倒入下一口井中，重複循環到第五口古井。這儀式代表著水源的源源不斷，以及部落族人代代相傳。

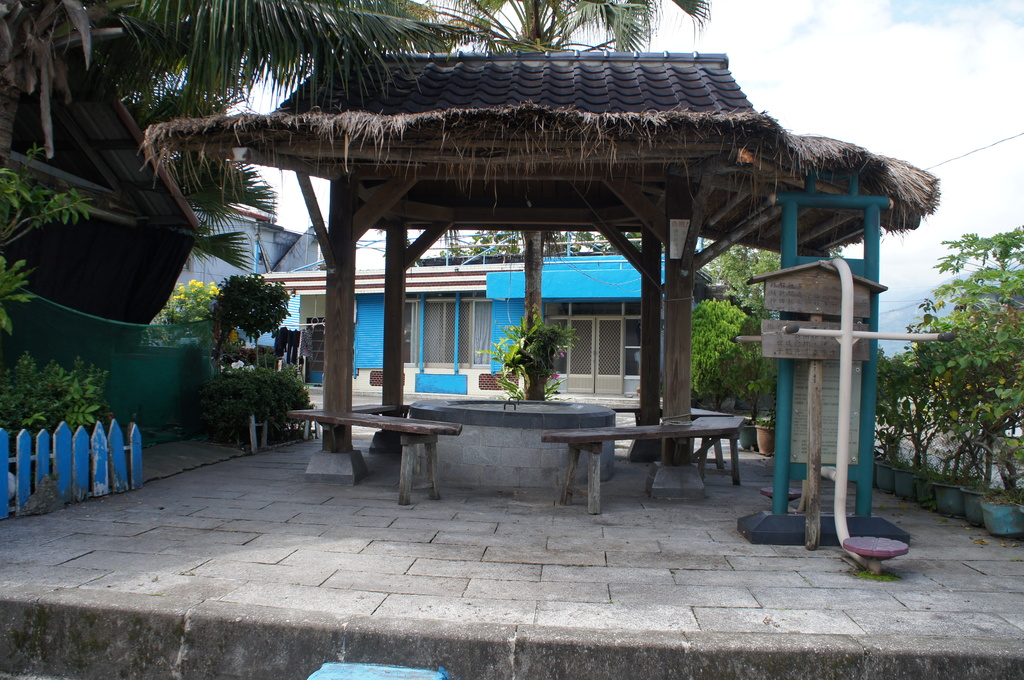
砂荖部落古井之一
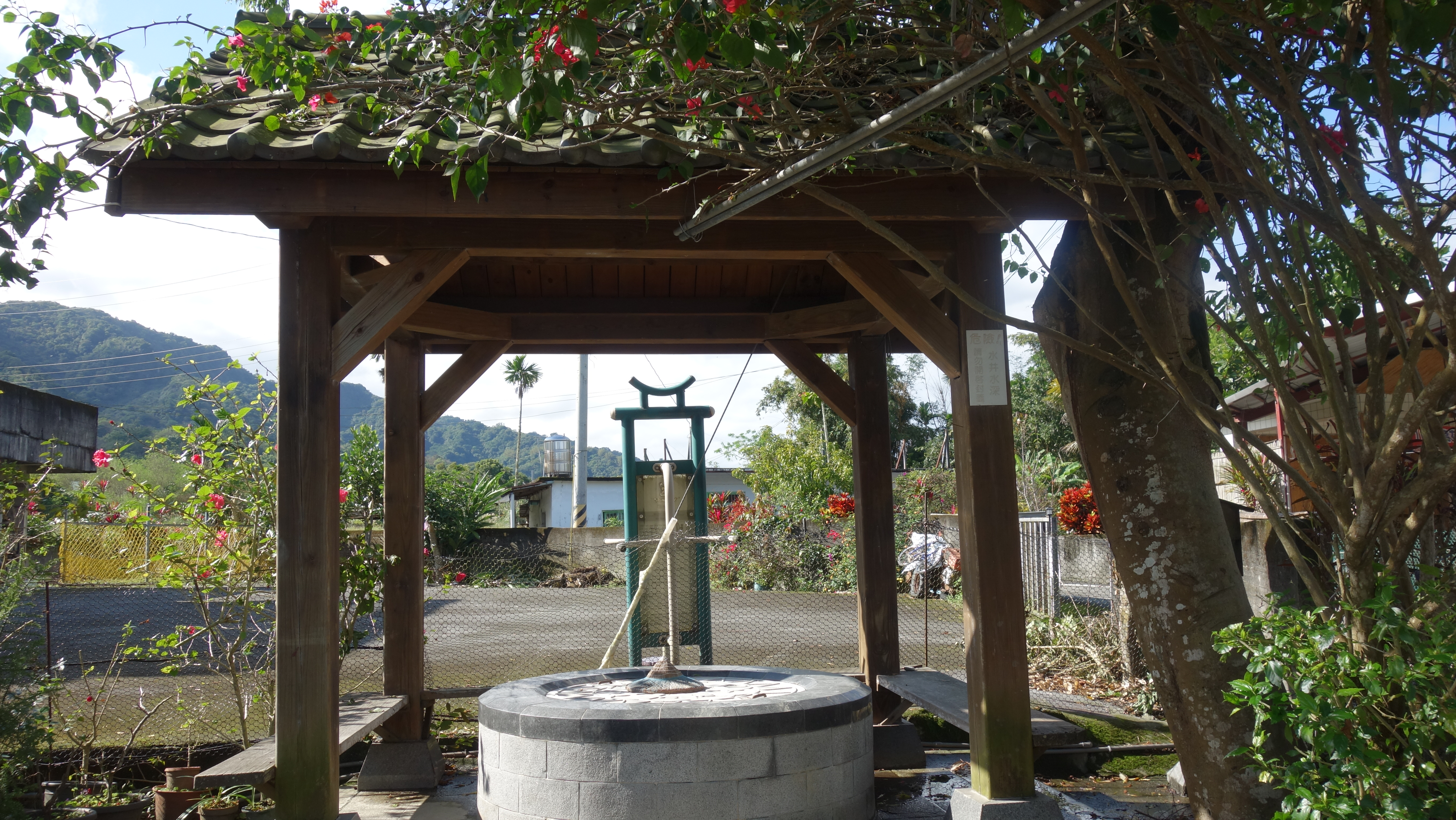
砂荖部落古井之二
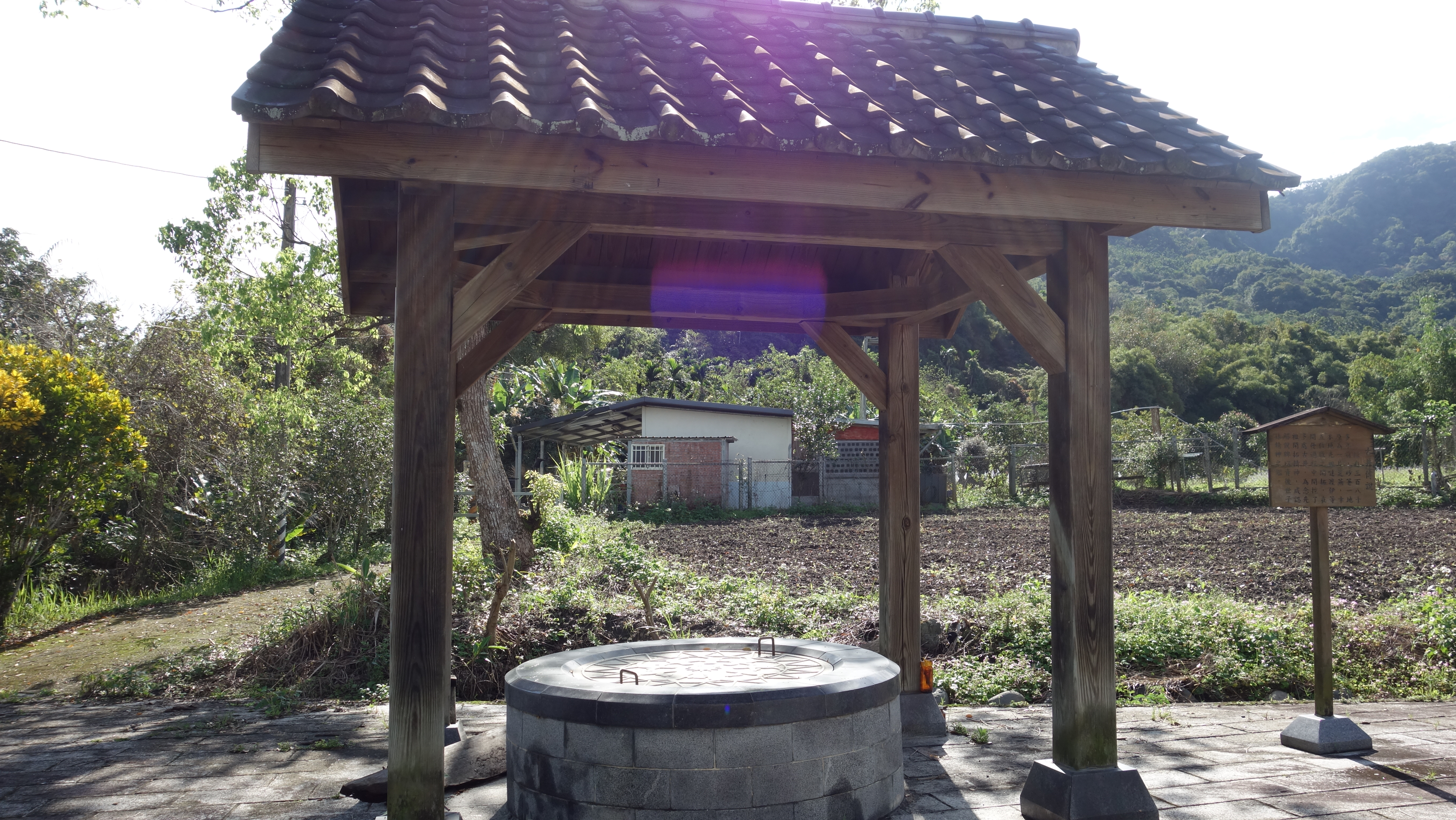
砂荖部落古井之三
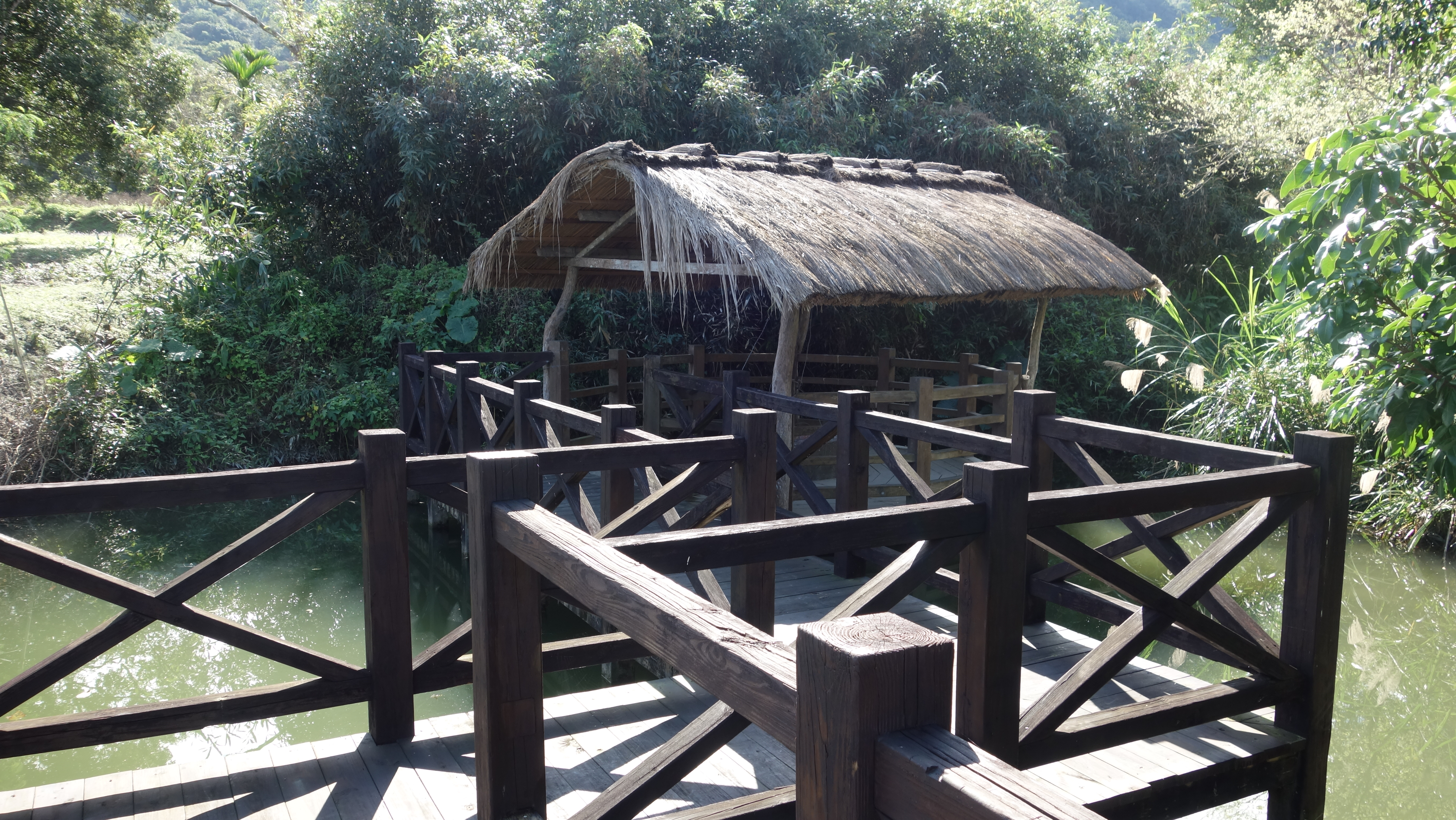
砂荖部落古井之四
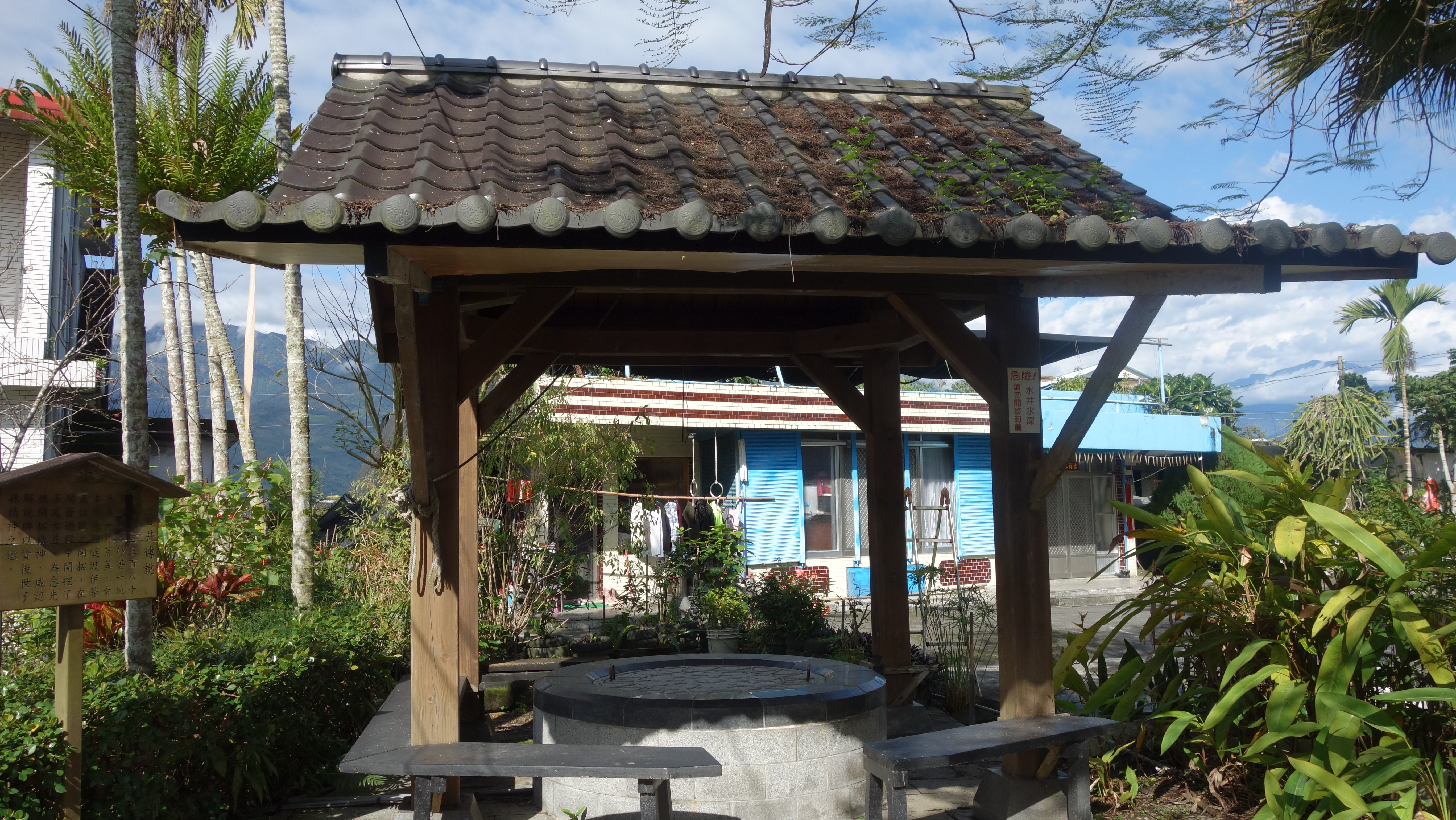
砂荖部落古井之五

### 寶干青年聚會所
臺灣在日治時期時，當時的警察為了管理與巡邏簽到會在當地重要地點或村莊內設置檢查哨站，而當時砂荖巡邏檢查哨站就設置在寶干，寶干名稱是以地名形狀人事物的諧音命名而來。

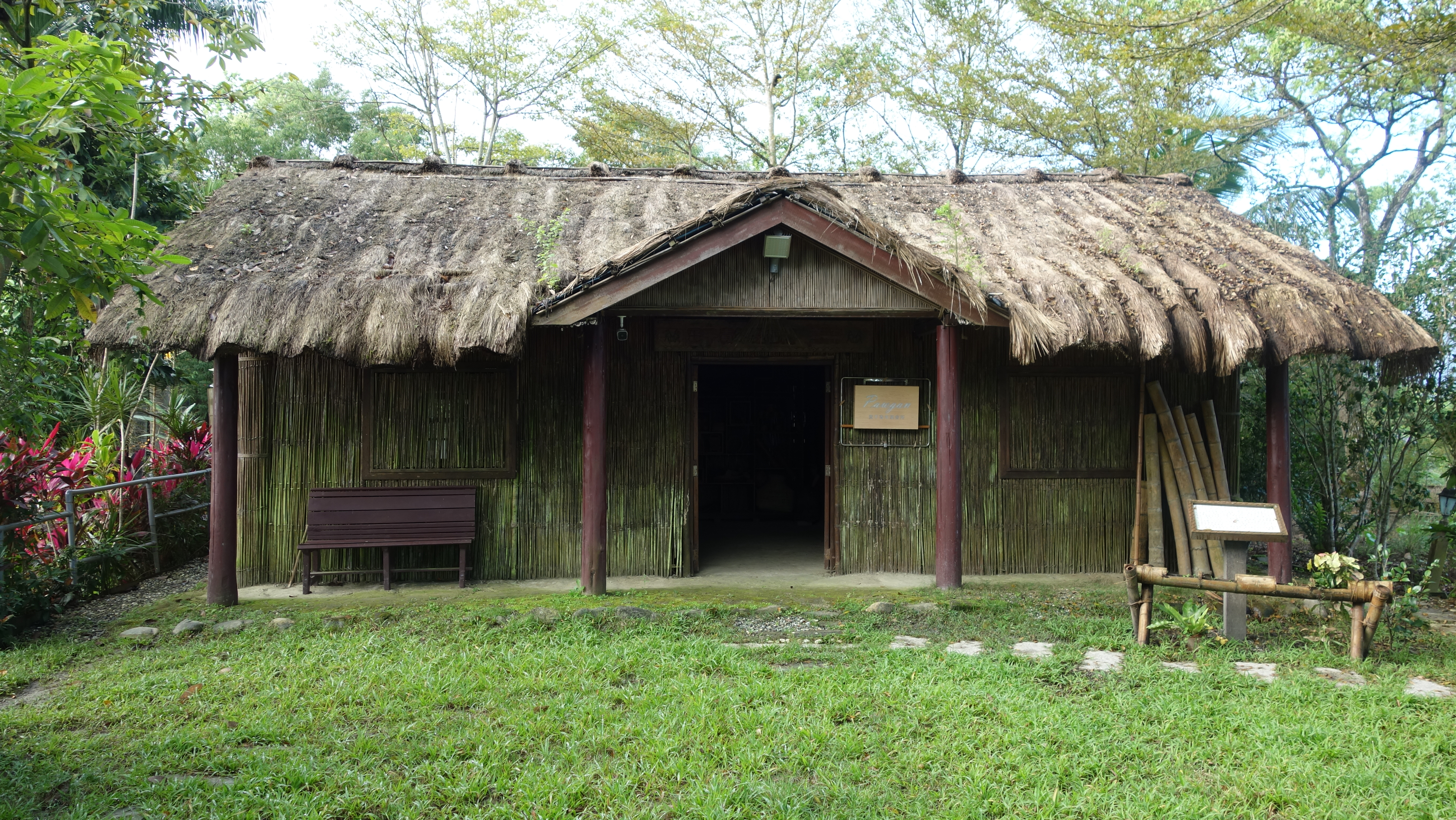
寶干青年聚會所

## 鹽泉古道沿途

### 愛的小屋
愛的小屋為部落內一耆老，蒐集建材運至鹽泉古道旁，逐步建成的一處小休息站。

### 夫妻樹
砂荖部落早期缺鹽，先民需至鹽泉採集鹽水。由於一同前往採集鹽水的都是夫妻，多對夫妻會在途中兩棵茄苳樹下休息，該兩棵樹便被命名為「夫妻樹」。
- 愛的小屋
- 兩棵茄苳樹生長處相近，因此取名為「夫妻樹」。